# Total Death
Total Death er det sjette album fra det norske black metal-band Darkthrone. Albummet blev indspillet og udgivet i 1996, alle teksterne blev enten skrevet af medlemmer fra andre black metalgrupper eller Nocturno Culto.

## Spor
1. "Earth's Last Picture" – 5:12 (tekst af Garm fra Ulver)
2. "Blackwinged" – 4:31
3. "Gather for Attack on the Pearly Gates" – 4:53
4. "Black Victory of Death" – 4:00 (tekst af Ihsahn fra Emperor)
5. "Majestic Desolate Eye" – 3:07
6. "Blasphemer" – 4:01 (tekst af Carl-Michael Eide fra Ved Buens Ende)
7. "Ravnajuv" – 4:20
8. "The Serpents Harvest" – 5:43 (tekst af Satyr fra Satyricon)